# روبرت هوارد (منافس ألعاب قوى)
روبرت هوارد (بالإنجليزية: Robert Howard)‏ هو منافس ألعاب قوى أمريكي، ولد في 26 نوفمبر 1975 في بروكلين في الولايات المتحدة، وتوفي في 14 أغسطس 2004 بسبب سقوط.

## وصلات خارجية
- روبرت هوارد على موقع الاتحاد الدولي لألعاب القوى (الإنجليزية)
- روبرت هوارد على موقع اللجنة الأولمبية الدولية (الإنجليزية)
- روبرت هوارد على موقع أوليمبيديا (الإنجليزية)